# Joseph Rowntree
Joseph Rowntree (24 mai 1836 - 24 février 1925) est un philanthrope et homme d'affaires quaker anglais d'York. Il est connu pour être un réformateur social, ami de Charles Booth, et son temps en tant que chocolatier dans l'entreprise familiale Rowntree's, l'une des plus importantes de Grande-Bretagne.
En 1904, il crée trois trusts, le Joseph Rowntree Village Trust (JRVT) qui est créé à l'origine pour construire et gérer le village-jardin de New Earswick, le Joseph Rowntree Charitable Trust (JRCT) et le Joseph Rowntree Social Services Trust (JRSST).

## Jeunesse
Rowntree est le fils de Sarah et Joseph Rowntree, né sur Pavement (le nom d'une rue) à York où son père possède une épicerie. Il fréquente l'école Bootham. À quatorze ans, il accompagne son père lors d'une visite en Irlande et est témoin des effets de la Grande Famine. Cette expérience est à la base de ses opinions politiques et de sa manière de conduire ses entreprises.[réf. nécessaire]

## Carrière
Il commence à travailler dans l'épicerie de son père comme apprenti la première année, et après la mort de son père en 1859, il reprend la direction, gérant conjointement l'entreprise avec son frère John Stephenson Rowntree[réf. nécessaire].
En 1869, il rejoint son frère, Henry Isaac Rowntree, propriétaire d'une chocolaterie à York. Lorsque Henry Isaac meurt en 1883, Joseph devient le propriétaire de l'entreprise. Il applique ses idées progressistes dans la gestion de Rowntree's, dans la conception de la nouvelle usine ouverte en 1881 et avec une politique sociale amenant à la création de l'un des premiers [[Épargne retraite|régimes de retraite professionnels[réf. nécessaire]]].
L'entreprise, Rowntree's, passe de 30 à plus de 4 000 employés à la fin du XIXe siècle, ce qui en fait le quatre-vingtième employeur manufacturier de Grande-Bretagne. Elle fusionne avec John Mackintosh and Co. en 1969 et est reprise par Nestlé en 1988[réf. nécessaire].
Il se marie deux fois, avec Julia Eliza Seebohm en 1862 qui meurt en 1863, puis avec sa cousine Emma Antoinette Seebohm en 1867 avec qui il a six enfants. L'enquêteur social Benjamin Seebohm Rowntree est l'un de leurs enfants[réf. nécessaire].
La tombe de Joseph Rowntree, ainsi que de nombreux autres membres de sa famille[réf. nécessaire], peut être vue dans le cimetière Quaker dans l'enceinte de The Retreat sur Heslington Road, York.